# ويلبر هاتش
ويلبر هاتش (بالإنجليزية: Wilbur Hatch)‏ هو ملحن أمريكي، ولد في 24 مايو 1902 في موكينا في الولايات المتحدة، وتوفي في 22 ديسمبر 1969 في إستوديو سيتي ‏ في الولايات المتحدة.

## وصلات خارجية
- ويلبر هاتش على موقع IMDb (الإنجليزية)
- ويلبر هاتش على موقع ميوزك برينز (الإنجليزية)